# Palazzo Centurioni
Palazzo Centurioni è uno storico edificio situato nel centro storico di Castiglione della Pescaia, all'interno delle mura cittadine, con il prospetto principale che si affaccia lungo via dell'Ospedale.

## Storia
Il palazzo venne costruito in epoca rinascimentale e ristrutturato agli inizi del XX secolo. Un recente restauro terminato nel 2008 ha riportato lo storico edificio agli antichi splendori.prospetto principale.

## Descrizione
Palazzo Centurioni si presenta come un imponente complesso architettonico a pianta rettangolare, che si articola su tre livelli, separati tra loro da cordonature longitudinali che si articolano lungo l'intero prospetto principale.
La facciata principale, che volge a nord-est, si presenta interamente rivestita in intonaco, ma con caratteristici elementi bugnati decorativi attorno alle finestre e al portone d'ingresso, che si apre in posizione defilata nella parte sinistra della facciata e si caratterizza per l'apertura ad arco tipica del periodo rinascimentale. Le finestre che si aprono lungo il pian terreno poggiano su mensole, mentre quelle dei due livelli superiori poggiano sulla cordonatura che delimita in basso il piano su cui sorgono da quello sottostante; tutte le finestre riprendono gli elementi stilistici del portone d'ingresso per la presenza dell'apertura ad arco sommitale.
Il palazzo è suddiviso in varie unità abitative.

## Galleria d'immagini

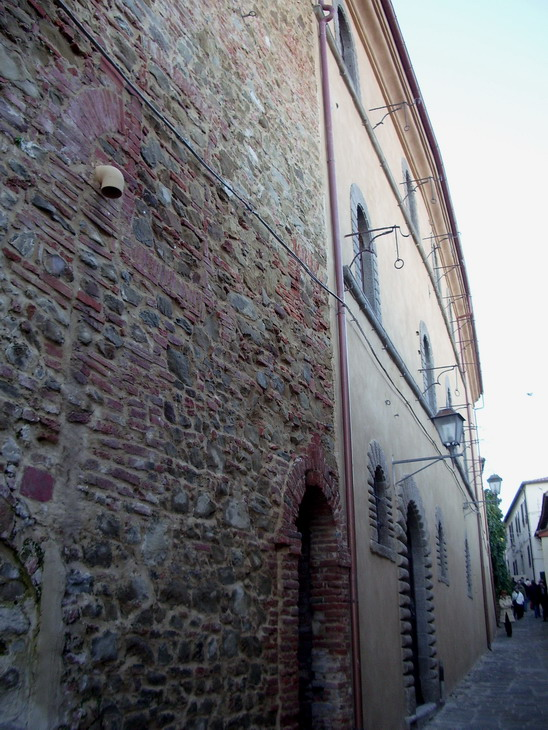
Veduta laterale da sud della facciata principale
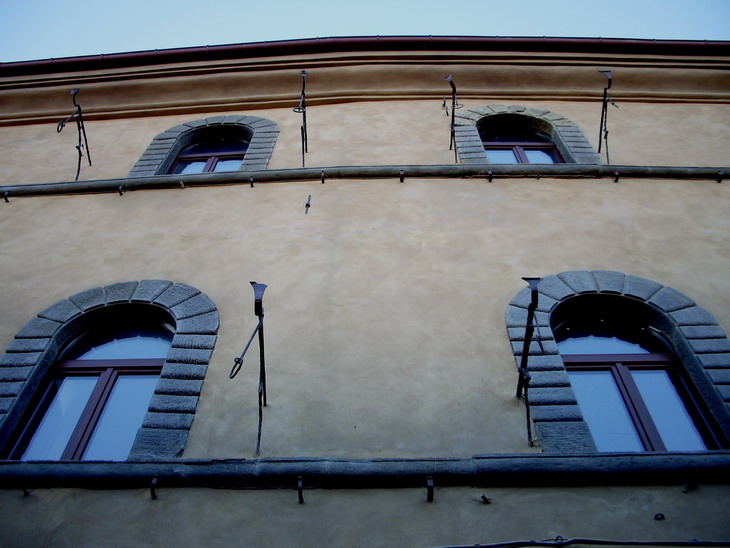
Particolare della facciata principale